# Sandro Repetto
Sandro Repetto (* 3. September 1959 in Bozen) ist ein italienischer Politiker der Demokratischen Partei Südtirol.

## Biographie
Repetto studierte Wirtschaft an der Universität Verona und erlangte 1986 seine laurea. Beruflich ist er als Unternehmer tätig.
Politisch engagierte er sich seit den 1980er Jahren für diverse christdemokratische und Zentrumsparteien in der Bozner Stadtpolitik. 1989 kam er als Vertreter der Democrazia Cristiana erstmals in den Gemeinderat. 1995 wurde er auf der Liste Forza Italia-CCD wiedergewählt, 2000 auf der Liste Noi per l’Alto Adige, 2005 für La Margherita, 2010 für die Unione di Centro (UDC), 2015 und 2016 für die Demokratische Partei. Von 2000 bis 2010 betreute er als Stadtrat das Kulturressort, ab 2016 die Bereiche Kultur, Soziales und Vermögen. Unter seiner Ägide wurde 2003 das Stadtmuseum Bozen geschlossen, um Umbauarbeiten in Angriff zu nehmen, die in der Folge allerdings unterblieben.
Bei den Landtagswahlen 2018 konnte Repetto mit 2562 Vorzugsstimmen auf der Liste des Partito Democratico ein Mandat für den Südtiroler Landtag und damit gleichzeitig den Regionalrat Trentino-Südtirol erringen. Bei den Landtagswahlen 2023 gelang ihm mit 2703 Vorzugsstimmen die Wiederwahl.